# トゥ族
トゥ族（中国語: 土族; 拼音: Tǔ Zú）は、中国のモンゴル系少数民族。日本語ではトゥー族とも表記する。中国政府が認定する民族である。人口の大半は青海省・甘粛省全般に居住している。人口は中国政府が2000年に行った国勢調査で約24.1万人。

## 歴史
祖先は7世紀初めから9世紀中頃にチベットで栄えた統一国家の吐蕃（チベット民族）に滅ぼされた鮮卑慕容部の一派吐谷渾と伝えられており、モンゴル族・漢族と共に清王朝時代にかけてトゥ族が形成されたと伝えられている。
トゥ族は古来モンゴルに居住していた民族である。しかし1227年にチンギス・カン率いるモンゴル帝国が中国西北部に栄えた西夏王朝を征服し、モンゴル帝国領地となった現在の青海省・甘粛省に居住するようになった。また、モンゴル族と識別するために「ツァハン蒙古爾」と自称した。
その後トゥ族の人口が減少傾向になり人口が2万人以下に達したが、1949年の中華人民共和国建国時に中国政府による漢民族以外の民族に対する民族識別工作政策を実行したために、人口は急速に増加した。

## 自治地方

### 自治県
- 青海省
  - 大通回族トゥ族自治県
  - 民和回族トゥ族自治県
  - 互助トゥ族自治県

### 民族郷
- チョネ県
  - 勺哇トゥ族郷

## 言語
トゥ族の言語は文字を持たなかったが1979年から中国語のピンイン文字を基にしたラテン文字による表音文字化を進めている。また、トゥ族の約85%はモンゴル系の言語であるモングォル語を使用している。その他には中国語・チベット語などを使用している。

## 文化
モンゴルとほぼ一貫した習慣がある。

## 宗教
チベット仏教を信仰している。その他には道教などを信仰している。仏教寺院や神社のほとんどの僧侶は、シャーマンである。